# Louis Broudoux
Louis Broudoux , né le 5 février 1903 à Somain, dans le Nord, et mort à Lille le 2 septembre 1945, est un cheminot et résistant français.

## Biographie
Louis Broudoux naît le 5 février 1903 au 44 bis de la rue Louis-Pasteur à Somain. Il est le fils de Louis Joseph Broudoux, mineur âgé de trente-deux ans, et de Julie Beauduin, ménagère de vingt-six ans. Un an et demi plus tard naît à Oignies dans le Pas-de-Calais son frère Raymond. Louis Broudoux est marié et a cinq enfants.
Il meurt le 2 septembre 1945 à Lille, à l'hôpital Albert-Calmette, des suites de sa déportation. Il est inhumé au cimetière de Somain, carré no 10, tombe no 21, sa tombe fait office de cénotaphe pour son frère. Son nom apparaît sur le monument aux morts de Somain situé dans le cimetière communal et sur le monument aux morts de la gare. Il est cité à l'ordre de la division le 25 avril 1947. Une rue porte son nom et celui de son frère à Somain, elle donne notamment sur la rue qui porte le nom d'André Denimal, et est proche des rues nommées en hommage à Emmanuel Lerouge et à Jules Caffart, ces personnes étant également mortes durant la Seconde Guerre mondiale. 

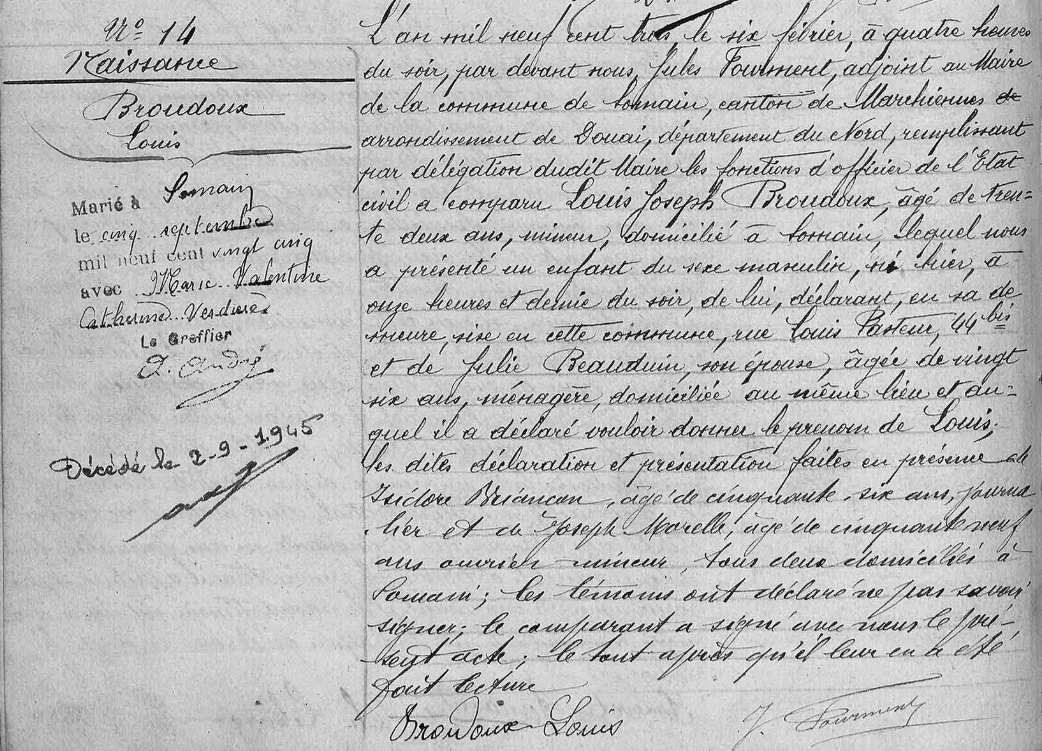
Acte de naissance, daté du 6 février 1903.
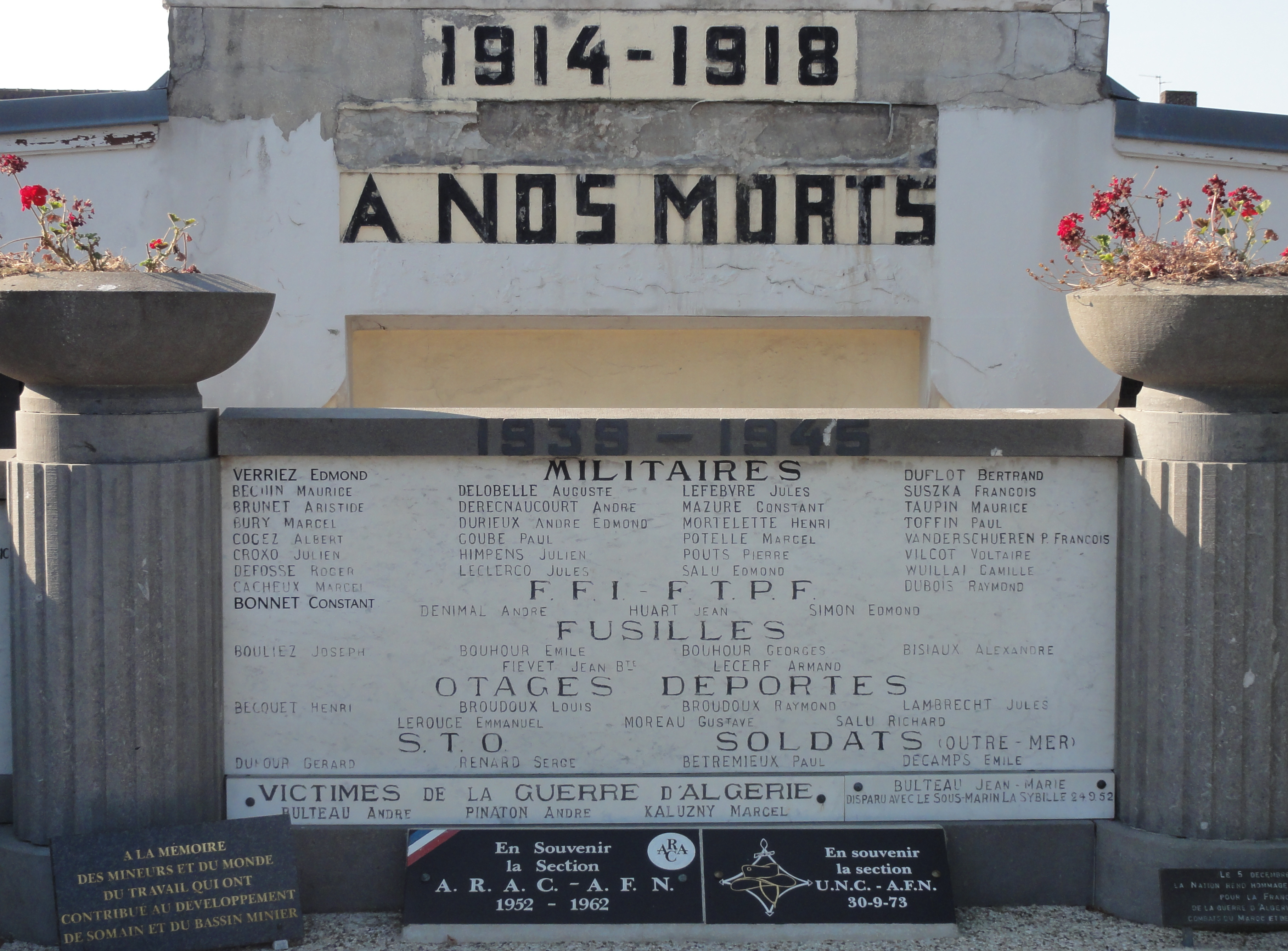
Louis Broudoux est mentionné parmi les otages et les déportés sur le monument aux morts.
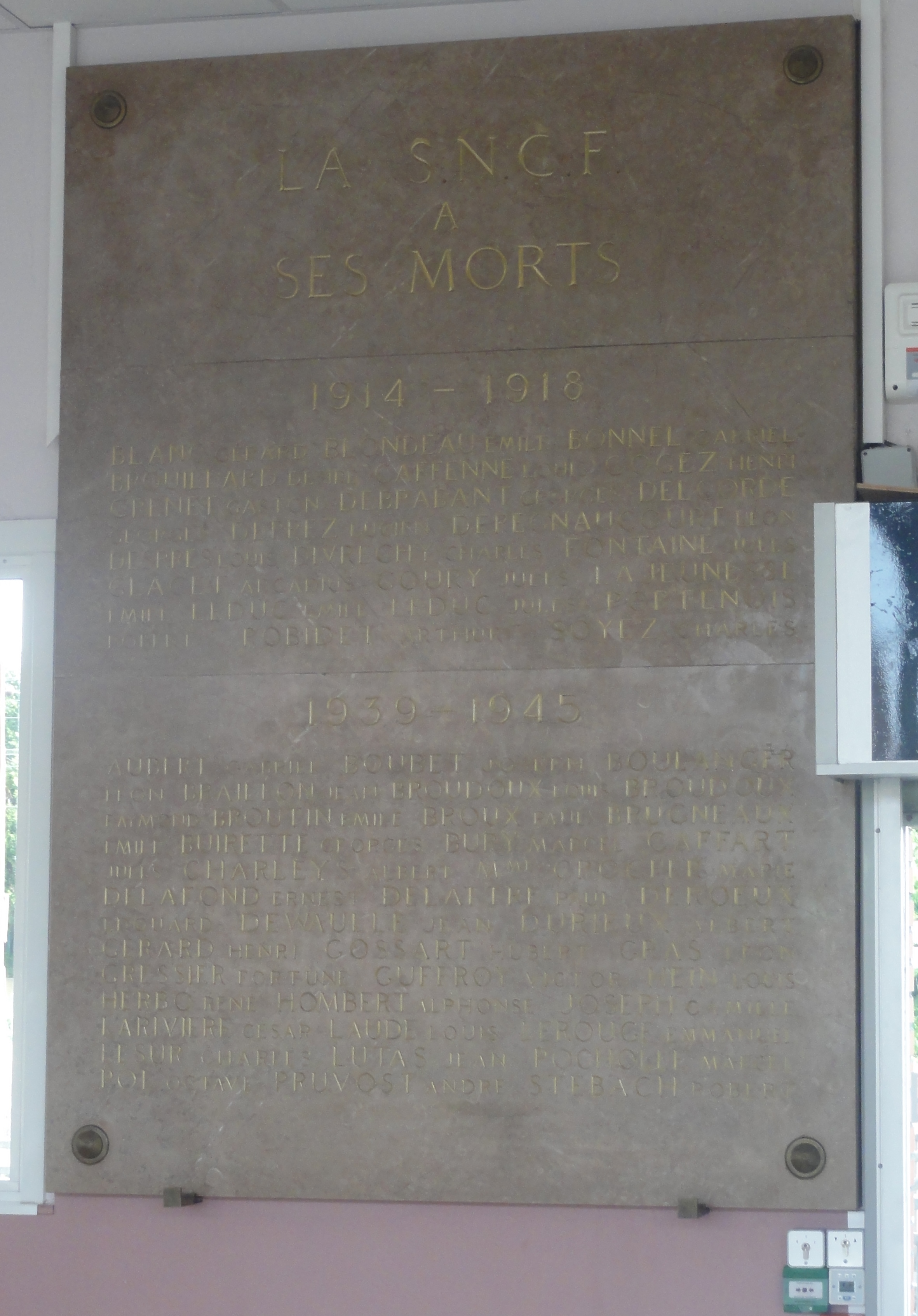
Monument aux morts de la gare de Somain.
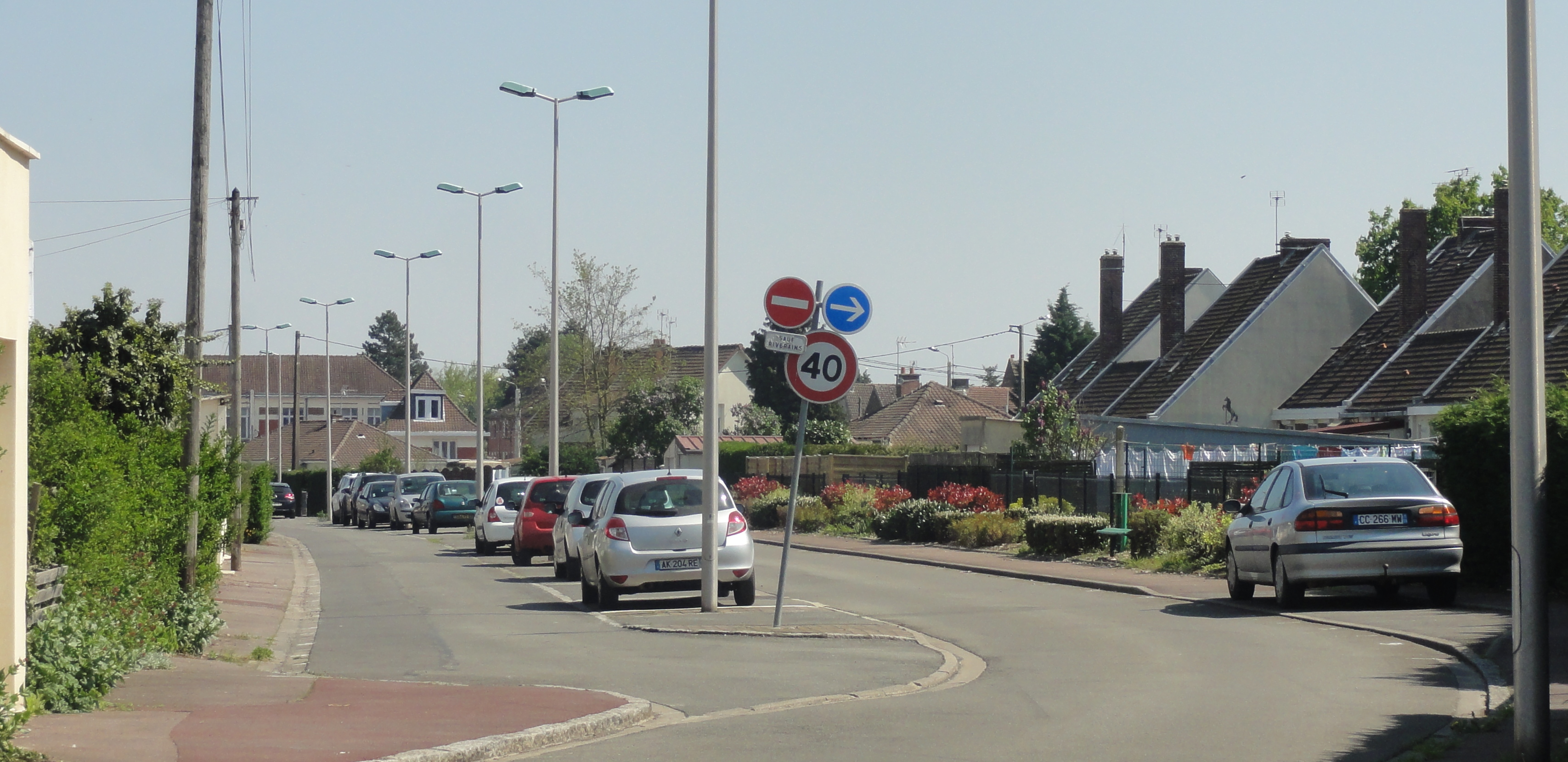
La rue des Frères-Louis-et-Raymond-Broudoux en avril 2019.